# Debeweyin
Debeweyin (ou Debewoin,) est un woreda de l'est de l'Éthiopie situé dans la zone Korahe de la région Somali. Ce district a 70 102 habitants en 2007, son centre administratif est  Harad. Sa partie méridionale rejoint récemment le nouveau woreda Higloley.
Situés dans le sud-ouest de la zone Korahe, les deux districts sont limitrophes de la zone Shabelle.
La ville de Harad ou Har Ad se trouve une cinquantaine de kilomètres à l'ouest de Shilabo.
| Elale  | El-Ogaden |         |
| Adadle | Debeweyin | Shilabo |
| Kelafo | Higloley  |         |

Debeweyin englobe une grande partie de Higloley jusqu'à la fin des années 2010,,. 
Le district ainsi défini compte 70 102 habitants au recensement national de 2007 dont 13 % de citadins qui sont les 9 359 habitants de Harad.
Presque tous ses habitants sont musulmans.
En 2022, la population est estimée sur le même périmètre à 102 287 personnes avec une densité de population de trente personnes par km2 et 3 371 km2 de superficie.
Détaché entre-temps de ses voisins, Higloley occupe 2 600 km2 tandis que Debeweyin se réduit à 2 487 km2 au début des années 2020.